# ديسيبتيكون
الديسبتكون (بالإنجليزية: Decepticon)‏ هم فصيل من الأليين ذات الأشكال الحياة الذاتية. يعدون الخصوم الرئيسيين ضمن سلسلة الترانسفورمرز ويخضعون تحت قيادة ميغاترون. يرمز إليهم عادة بشغرة أرجوانية تشبه الوجه. يقدر الديسبتكون على التحول إلى أشكال بديلة. وغالبا ما تكون مركبات عالية التقنية، بما في ذلك الطائرات والمدرعات والمركبات العسكرية، ومركبات البناء والسيارات الفاخرة وباهظة الثمن، و السيارات الرياضية، وأحيانا أشكال تصغر حجم الجسم البشري.